# Schnipp-Schnapp-Schnurr
Schnipp-Schnapp-Schnurr ist ein klassisches Kartenspiel, das mit einem deutschen oder französischen Kartenblatt mit 32 Karten mit einer nicht begrenzten Anzahl Spieler gespielt wird.

## Spielweise
Schnipp-Schnapp-Schnurr wird mit einem klassischen Skatblatt mit 32 Karten gespielt. Traditionell wird es mit einem deutschen Blatt gespielt.
Der Spielregel im Universal-Lexikon der Gegenwart und Vergangenheit (Pierer) folgend beginnt das Spiel mit dem Spieler links des Gebers und dieser muss eine Sieben oder ein Unter (entspricht Bube) ausspielen. Kann er dies nicht, geht das Ausspielen auf den folgenden Spieler über. Sobald ein Spieler mit dem Ausspielen beginnt, folgt die Ansage „Schnipp“, darauf folgen auch hier die Folgekarten mit „Schnapp“, „Schnurr“, „Schnurr“ und „Burr“ bzw. „Apostolorum“. Der Spieler, der diese Ansage macht, bekommt die ausliegenden Karten als Stich und beginnt wieder mit einer Sieben oder einem Unter.
Der Pierer stellt eine zweite Spielweise vor, bei dem der ausspielende Spieler jedes beliebige Blatt als „Schnipp“ ausspielt und dass auf die ausgespielte Karte die vier nächstfolgenden von gleicher Farbe gegeben werden. Bei dem Zuwerfen des zweiten wird „Schnapp“, des dritten „Schnurr“, des vierten „Burr“ und beim fünften „Apostolorum“ gesagt. Der Wurf endet, wenn in einer Serie die unmittelbar darauf folgende Karte nicht mehr im Spiel ist, oder wenn ein Daus (entspricht As) ausgespielt wird. Derjenige, der den Wurf beendet, bekommt den Stich und spielt wieder aus. Es gewinnt der Spieler, der zuerst keine Karten mehr hat und er bekommt von allen anderen Spielern Spielmarken entsprechend der Kartenanzahl, die sie noch haben.
Nach dem Buch der Spiele von Alban von Hahn wird das Spiel mit einem Piquet-Blatt gespielt und eine Kartenserie läuft über sechs Karten: „Schnipp“, „Schnapp“, „Schnurr“, „Burr“, „Basilorum“ und „Rex“. Der Spieler, der die sechste Karte spielen und „Rex“ sagen konnte, darf die nächste Serie starten. In späteren Serien passiert es, dass die Serien bereits früher enden, weil die höheren Karten nicht mehr vorhanden sind; in diesen Fällen darf derjenige, der die letzte Karte spielen konnte, die nächste Serie beginnen.
Neuere Regeldarstellungen weichen von den älteren Darstellungen leicht ab:

Der Geber verteilt an alle Spieler die gleiche Anzahl Karten, überzählige Karten werden als Talon in die Mitte gelegt. Der erste Spieler legt eine Karte einer beliebigen Kartenfarbe auf den Tisch und sagt „Schnipp“, danach legt der Spieler mit der nächstfolgenden Karte diese auf die Auslage und sagt „Schnapp“. So wird nach und nach die Reihe vervollständigt mit „Schnurr“, „Basilorum“ und „Burr“, danach kommt wieder „Schnipp“. Der Spieler, der die letzte Karte einer Farbe auslegen konnte, darf die nächste Farbe starten. Der Spieler, der zuerst alle seine Karten ablegen konnte, gewinnt das Spiel.

## Belege
1. 1 2 3 4  
Schnipp Schnapp Schnurr. In: Heinrich August Pierer, Julius Löbe (Hrsg.): Universal-Lexikon der Gegenwart und Vergangenheit. 4. Auflage. Band 15: Säugethiere–Sicilicus. Altenburg 1862, S. 357 (Digitalisat. zeno.org).
2. ↑  
Schnipp, Schnapp, Schnurr, Burr, Basilorum, Rex. In: Alban von Hahn (Hrsg.): Buch der Spiele. Encyklopädie sämtlicher bekannten Spiele und Unterhaltungsweisen für alle Kreise. Gesellschafts- und Scherzspiele aller Art, Orakelspiele, Ball- und Reifenspiele, Sportspiele, Kegelspiele, Tanzspiele, Domino und Lotto, Brett- und Positionsspiele, Schachspiel, Billardspiel, Würfel- und Kartenspiel, Patiencen und Kartenkunststücke usw. Vierte Auflage, Verlag von Otto Spamer, Leipzig [1905?], S. 58; Textarchiv – Internet Archive.
3. ↑  
Schnipp-Schnapp-Schnurr In: ASS Altenburger: Spielesammlung mit 250 Spielemöglichkeiten. mytoysgroup.scene7.com, S. 33; abgerufen am 4. Oktober 2018
4. ↑  
Schnipp-Schnapp-Schnurr In: Holzspielesammlung. (PDF; 3,5 MB) Philos GmbH, S. 60.